# اسپیدی (کمیک)
اسپیدی (به انگلیسی: Speedy) عنوان دو شخصیت خیالی ابرقهرمان و شورشی در کتاب‌های کامیک آمریکایی منتشر شده توسط دی‌سی کامیکس است که هر یک به عنوان همکار نوجوان شخصیت گرین ارو (اولیور کوئین) شناخته می‌شوند.

## حضور در فیلم‌ها

میا دی‌یردن به عنوان اسپیدی

- در مجموعه تلویزیونی کماندار، ویلا هلند، ایفاگر نقش اسپیدی/تیا کوئین بود.
- در مجموعه تلویزیونی کماندار، کالتن هاینز، ایفاگر نقش روی هارپر بود اما وی در این مجموعه با نام آرسنال شناخته می‌شد.
- در تایتان‌های نوجوان، مایک آروین، صداپیشه شخصیت اسپیدی بود.
- در سریال اسمالویل، الیس گاتین، نقش اسپیدی/میا دیردن را ایفا کرد.[۱]
- در انیمیشن بتمن: شجاع و جسور، جیسون مارسدن صداپیشه شخصیت اسپیدی بود.
- در انیمیشن عدالت جوان، کریسپین فریمن صداپیشه شخصیت اسپیدی بود.
- در انیمیشن تایتان‌های نوجوان به پیش، اسکات منویل صداپیشه شخصیت اسپیدی بود.